# Herland
Herland ist ein utopischer Roman der feministischen Autorin Charlotte Perkins Gilman aus dem Jahr 1915. Er beschreibt eine isolierte Gesellschaft, die ausschließlich aus Frauen besteht, die sich durch Parthenogenese (asexuelle Fortpflanzung) vermehren. Das Ergebnis ist eine ideale Gesellschaftsordnung: frei von Krieg, Konflikt und Herrschaft. Der Roman wurde 1915 zunächst als monatliche Serie in The Forerunner veröffentlicht, einer von Gilman selbst zwischen 1909 und 1916 herausgegebenen Zeitschrift. Gilmans Fortsetzung des Romans, With Her in Ourland, schloss an das Ende von Herland an. Herland wird oft als der mittlere Band in ihrer utopischen Trilogie betrachtet, wobei Moving the Mountain (1911) den ersten und With Her in Ourland (1916) den letzten Teil darstellt. Erst 1979 wurde Herland in Buchform veröffentlicht, im Jahr 1980 in deutscher Übersetzung.

## Inhalt
Die Geschichte wird aus der Perspektive von Vandyck „Van“ Jennings erzählt, einem Soziologiestudenten, der zusammen mit zwei Freunden, Terry O. Nicholson und Jeff Margrave, eine Expedition im Dschungel Südamerikas unternimmt, um eine Gesellschaft zu entdecken, die ausschließlich von Frauen gestaltet wird und seit 2000 Jahren keinen Kontakt zur Außenwelt und zu Männern hat. Die drei Freunde glauben den Gerüchten nicht ganz, weil sie sich nicht vorstellen können, wie Fortpflanzung ohne Männer möglich sein soll. Sie spekulieren darüber, wie eine Gesellschaft von Frauen aussehen würde. Basierend auf ihren jeweils unterschiedlichen Stereotypen von Frauen, stellen sie sich die Gesellschaft unterschiedlich vor: Jeff betrachtet Frauen als etwas, das man umsorgen und beschützen muss; Terry betrachtet sie als etwas, das man erobern und gewinnen muss.
Nachdem die Entdecker ihr Ziel erreicht haben, tarnen sie zunächst den Doppeldecker, in dem sie angekommen sind, und versuchen, die umliegenden Wälder möglichst unentdeckt zu erkunden. Sie werden jedoch schnell von drei jungen Frauen entdeckt, die sie aus den Baumkronen beobachten. Nachdem sie erfolglos versucht haben, die Mädchen mithilfe mehrerer Listen zu erwischen, verfolgen die Männer die jungen Frauen in Richtung einer Siedlung. Die Frauen entkommen ihnen dort mühelos und verschwinden zwischen den Häusern, die, wie Van feststellt, außergewöhnlich fachmännisch und schön gebaut sind. Nachdem sie die ersten Bewohnerinnen dieses neuen Landes (das Van Herland nennt) getroffen haben, gehen die Männer mit etwas mehr Fingerspitzengefühl vor, stellen sie doch fest, dass die Frauen von Herland ungewöhnlich stark, beweglich und völlig furchtlos sind. Ihre Vorsicht war nicht unbegründet, denn als die Männer die Stadt betreten, in der die Mädchen verschwunden waren, werden sie von einer großen Gruppe von Frauen umzingelt und zu einer Art Regierungsgebäude geführt. Die drei Männer versuchen zu entkommen, werden aber schnell und ohne Probleme von den Frauen überwältigt und schließlich betäubt.
Als die Männer wieder aufwachen, stellen sie fest, dass sie in einem festungsartigen Gebäude gefangen sind. Sie erhalten jedoch komfortable Wohnräume, saubere Kleidung und Essen. Die Frauen weisen jedem Mann eine Mentorin zu, die den Männern die Sprache und die Gepflogenheiten des Landes beibringen und für etwaige Fragen zur Verfügung stehen soll. Van macht viele Notizen über das Land und die Menschen und bemerkt, dass alles, von der Kleidung bis zu den Möbeln, nach zwei gleichgestellten Idealen gestaltet zu sein scheint: Pragmatismus und Ästhetik. Die Frauen selbst wirken intelligent und klug, furchtlos und geduldig, mit einem bemerkenswerten Mangel an Temperament und scheinbar grenzenlosem Verständnis für ihre Gefangenen. Sie sind sehr daran interessiert, die Welt außerhalb ihrer Heimat kennenzulernen, und fragen die Männer eifrig nach allen möglichen Dingen aus. Oftmals hat Van Schwierigkeiten, die Praktiken seiner eigenen Gesellschaft, wie beispielsweise das Melken von Kühen oder die Anhäufung von Eigentum, bei kritischen Nachfragen der Frauen zu rechtfertigen, schließlich ist er mit der scheinbaren Utopie konfrontiert, die die Frauen auch ohne solche Praktiken aufgebaut haben.
Nachdem die Männer mehrere Monate lang festgehalten wurden, brechen sie aus der Festung aus und fliehen querfeldein, bis sie zu ihrem Doppeldecker gelangen. Sie müssen jedoch feststellen, dass ihr Flugzeug in einem großen Stoffbezug steckt, der ihre weitere Flucht vereitelt. Resigniert werden sie wieder von den Frauen in Gewahrsam genommen. Während ihrer Zeit unter Arrest behandelt man sie dennoch gut und die Männer lernen bald, dass sie sich frei bewegen dürfen, sobald sie die Sprache der Frauen beherrschen und bewiesen haben, dass man ihnen vertrauen kann. Van bemerkt Terrys Schwierigkeiten im Umgang mit den Frauen, die sich beharrlich weigern, seinen aus der Heimat der Männer importierten Erwartungen an das Verhalten von Frauen zu entsprechen. Jeff hingegen ist von den Frauen und ihrer Freundlichkeit vollkommen begeistert.
Van findet mit der Zeit mehr und mehr über die Frauengesellschaft heraus und entdeckt, dass die meisten Männer vor 2000 Jahren getötet wurden, als ein Vulkanausbruch den einzigen Pass aus und nach Herland verschüttete. Die übrigen Männer waren meist Sklaven, die die Söhne ihrer toten Herren und die alten Frauen zu töten beabsichtigten, um so die Herrschaft über das Land und damit auch die jungen Frauen zu übernehmen. Die Frauen leisteten jedoch Widerstand und töteten die Sklaven. Nach einer Zeit der Hoffnungslosigkeit hinsichtlich des bevorstehenden Endes ihrer Rasse, abgeschnitten vom Rest der Welt und ohne Männer, wurde eine Frau unter den Überlebenden schwanger und gebar ein weibliches Kind und danach vier weitere weibliche Kinder. Die fünf Töchter dieser Frau gebaren selbst wiederum fünf Töchter. Dieser Prozess stellte ihre Bevölkerungszahl rasch wieder her und führte zum hohen Stellenwert der Mutterschaft in ihrer Gesellschaft. Nachdem das Überleben ihrer Gemeinschaft gesichert war, widmeten sich die Frauen der Verbesserung ihrer geistigen Fähigkeiten, der Zusammenarbeit und der Erziehung ihrer Kinder; der Beruf der Lehrerin ist daher einer der am meisten verehrten und respektierten Berufe im Land.
Als den Männern mehr Freiheit gewährt wird, beginnt jeder von ihnen eine Beziehung zu seiner jeweiligen, nach ihrer Ankunft zugeteilten Mentorin: Van mit Ellador, Jeff mit Celis und Terry mit Alima. Da die Frauengesellschaft seit 2000 Jahren keine Männer mehr kennt, haben die Frauen dort keine Erfahrung und kein kulturelles Verständnis von romantischer Liebe oder Geschlechtsverkehr. Dementsprechend verlaufen die knospenden Beziehungen der Paare zunächst holprig und mit vielen Erklärungen. Insbesondere Terry fällt es schwer, sich an eine Beziehung mit einer Frau zu gewöhnen, die nach seinen Vorstellungen ob ihres Verhaltens keine wirkliche Frau ist. Schließlich werden alle drei Paare „verheiratet“, obwohl den Frauen der Sinn einer solchen Zeremonie weitgehend abgeht. Da sie keine konkrete Religion haben, ist die Zeremonie mehr heidnisch als christlich.
Ihre Ehen lassen die Männer viel reflektieren; die Frauen, die sie geheiratet haben, haben keine Vorstellung davon, was es bedeutet, eine Frau oder auch nur feminin zu sein. Van findet das manchmal frustrierend, aber letztlich ist er dankbar für seine wunderbare Freundschaft mit Ellador und die intensive Liebe, die er für sie empfindet. So weise ist Terry nicht und aus Frustration versucht er, Alima zu vergewaltigen. Nachdem Terry gewaltsam gefesselt und ein weiteres Mal betäubt wurde, muss er sich vor Gericht verantworten und erhält den Befehl, in seine Heimat zurückzukehren. Die anderen Männer missbilligen zwar Terrys Handlungen, sehen sie aber eher als unhöflich als als kriminell an. Van erklärt Ellador, dass er das Wort Verbrechen für Terrys Tat zu hart hält. Schließlich sei Alima Terrys Frau.
Van sieht schließlich ein, dass er Terry im Doppeldecker nach Hause begleiten muss, Ellador ihn jedoch nicht ohne sie wird gehen lassen. Am Ende verlassen sowohl Terry als auch Van Herland mit dem Versprechen, die Existenz dieses Utopias erst dann zu enthüllen, wenn Ellador zurückgekehrt ist und über die Öffnung zur Welt diskutiert worden ist. Jeff beschließt, zurückzubleiben und mit seiner jetzt schwangeren Frau Celis in Herland zu leben. Van versucht, Ellador auf die Rückkehr in seine Welt vorzubereiten, empfindet aber große Angst davor, was sie dort vorfinden wird.

## Motive

### Gender
Das zentrale Thema von Herland ist, wie Geschlecht sozial konstruiert wird und wie Rollen von beiden Geschlechtern als unveränderlich angesehen werden. Die Idee, Geschlecht zu definieren, beginnt, als die Männer zum ersten Mal auf die Frauen von Herland treffen. Im Vergleich zu den Frauen aus ihrer Heimat wirken die Frauen von Herland auf die drei Männer burschikos, sie haben eher männliche körperliche Merkmale: praktische Kurzhaarschnitte und keine weiblichen Rundungen. Die Frauen sind körperlich stark und zeigen dies durch den Bau riesiger Gebäude in ihrem Land. Zusätzlich zu den männlichen Zügen – wie die Außenwelt in Gestalt der Männer sie wahrnimmt – ist Jeff wiederum in gewisser Weise feminin, obwohl er ein Mann ist. Jeffs Gender bewirkt einen Interessenkonflikt mit den Männern, mit denen er nach Herland reist. Seine Gefühle spiegeln die Gefühle der Frauen von Herland wider und nicht die der Männer. An einer Stelle fühlt sich Van durch Jeffs emotionale Reaktionen und Vereinbarungen, die mit denen der Frauen übereinstimmen, verraten.
Als die drei männlichen Charaktere von den Bewohnerinnen von Herland eingesperrt werden, lassen sie ihre Haare lang wachsen. Dies steht symbolisch für die Verbindung mit der Frauenwelt. Im Laufe des Romans kehrt Gilman die stereotypen Geschlechterrollen um: Die Frauen haben kurze Haare, die Männer lange; die Frauen lehren, während die Männer lernen; die Frauen sind körperlich stärker als die Männer etc.

### Geschlechterrollen
Als feministische Autorin bietet Gilman einen Blick auf Frauen und ihre Rollen zu ihrer Zeit. Sie zeigt nicht nur die Möglichkeit der Gleichstellung von Mann und Frau auf, sondern vermittelt stellenweise auch, dass Frauen den Männern überlegen sein können. Im Gegensatz zur Welt, aus der sie kamen, fühlen sich die Männer im Vergleich zu den Frauen von Herland schwach. Die Frauen werden als freundlicher und klüger dargestellt.

### Mutterschaft und reproduktive Rechte
Ein weiteres zentrales Thema des Romans ist Mutterschaft. Die rein weibliche Gesellschaft von Herland dreht sich hauptsächlich um Kindererziehung. Die Frauen entwickelten und modifizierten sogar ihre Sprache im Laufe der Zeit, um den Kindern das Lernen so einfach wie möglich zu machen, wobei Bildung einer der wichtigsten Aspekte ihrer Kultur ist. Jede Mutter tränkt ihr Kind in den ersten zwei Jahren des Lebens regelrecht mit Liebe und der Zuneigung der ganzen Gemeinschaft. Nach den ersten zwei Lebensjahren wird das Kind von den am besten dafür geeigneten Frauen zur Weiterbildung unter ihre Fittiche genommen. Die Männer sind überrascht zu hören, dass die Frauen ihre Kinder der Fürsorge einer anderen überlassen, aber die Frauen erklären, dass Kinder die Verantwortung der gesamten Gemeinschaft und nicht nur der biologischen Mutter seien.
Gilmans Schriften werden von Feministinnen wegen ihrer Ähnlichkeit mit dem zeitgenössischen Feminismus geschätzt. Gilman unterstützt den Feminismus mit ihrem Schwerpunkt auf den reproduktiven Rechten von Frauen unabhängig von der Meinung des Mannes. Zum Beispiel betonen die Frauen von Herland den Wert der Mutterschaft, da sie sich über die Parthenogenese vermehren, ein Symbol für ihre Unabhängigkeit und eigenen Fähigkeiten der Frauen. Obwohl Feminismus zu Beginn des 20. Jahrhunderts eine noch negative Rezeption genoss, sprach Gilman offen von Feminismus.

### Eugenik
Die Frauen von Herland bewiesen ihre Intelligenz, indem sie ihr Überleben sichern, nachdem sie vom Rest der Welt abgeschnitten worden waren. Teile der Natur, falls diese für ihre Gesellschaft eine Belastung darstellen, „züchteten“ sie weg ebenso wie menschliche Charaktereigenschaften, die Trotzigkeit und nicht tugendhaftes Verhalten bewirken.

### Individualität und Familie
In Herland wird jedem Kind ein einzigartiger Vorname ohne Nachnamen gegeben. Die Bewohnerinnen von Herland führen eine detaillierte Abstammungsgeschichte und sehen keinen Grund, das Eigentum an ihrem Kind in Anspruch zu nehmen, indem sie diesem Kind ihren eigenen Namen aufdrücken, wie es in der Heimat der Männer üblich ist. Die Frauen sind in der Lage, offen und ohne aufgezwungene Rangordnung zu lieben, was auch ihre eigenen Nachkommen nicht ausschließt. Das Selbstbild als große Familie wird auch damit begründet, dass nach dem Vulkanausbruch nur sehr wenige Frauen überlebten, wodurch alle heutigen Frauen in Herland von wenigen „Urmüttern“ abstammen.

### Gemeinschaft
Das Buch hebt auch das Thema Gemeinschaft hervor, das für die gänzlich weibliche Gesellschaft von wesentlicher Bedeutung ist. Die Frauen bewahren ihre Individualität, während sie gleichzeitig ihre Ideale aus dem Konsens mit der Mehrheit der Bevölkerung ableiten. Die Gemeinschaft trifft Entscheidungen über die Zeugung von Kindern unter Bezugnahme auf die Eugenik. Die Frauengemeinschaft sortiert diejenigen aus, die als inkompetent und/oder weniger attraktiv gelten.

### Bildung
Bildung ist die „höchste Kunst“ in Herland und wird als Grund für den Aufschwung des Landes beschrieben.

## Analyse
In Herland wird die als natürlich geltende ökonomische Abhängigkeit von Frauen von männlichen Alleinverdienern demontiert. Die „Beseitigung“ der Männer durch einen Vulkanausbruch führt zur wirtschaftlichen Freiheit der Frauen. Gilman setzt in dem Roman Ideen ihrer theoretischen Schrift Women and Economics als Utopie literarisch um. Sie entwirft ein Wirtschaftsmodell, das auf die soziale Reproduktion fokussiert ist. Die Übertragung von weiblicher Hausarbeit vom privaten in den öffentlichen Bereich ist nach Gilman der einzige Weg, um Frauen eine gerechte Vergütung zu sichern. In ihrem Artikel The Waste of Private Housekeeping (Die Verschwendung der privaten Haushaltsführung) schrieb sie: „The principle waste in our 'domestic economy' lies in the fact that it is domestic.“ (deutsch etwa: Die grundsätzliche Verschwendung in unserer ‚häuslichen Ökonomie‘ liegt in der Tatsache, dass sie häuslich ist.) Im Gegensatz zu anderen Formen der Wirtschaftspolitik, wie sie im industriellen Kapitalismus definiert ist, zeigt ihr Buch eine Gesellschaft, in der das Produktionssystem die „Produktion“ von Kindern einschließt; daher werden Mütter am Arbeitsplatz nicht diskriminiert, sondern für die Erhaltung der Bevölkerung respektiert. Der Roman verspottet die Tatsache, dass die intensive Arbeit der Kinderbetreuung nicht in das Arbeitssystem der Männerwelt passt. Wenn Terry zum Ausdruck bringt, dass in den USA die Mehrheit der Frauen zu Hause bleibt und nicht „arbeitet“, fragen sich die Frauen von Herland, was er damit meint, dass die Frauen nicht arbeiten – schließlich sei die Betreuung von Kindern ebenfalls Arbeit.
Es gibt einen Unterton von Rassismus und Lob für Eugenik in dem Buch. Gilman bezeichnet die kriegerischen Menschen, die in der Welt außerhalb (und unterhalb, denn das Land liegt auf einem Plateau) Herland leben, immer wieder als „Wilde“, weil sie für Krieg sind. Das wird von einigen als rassistisch angesehen. Was die Eugenik betrifft, so scheint Gilman zu glauben, dass Charakter-„Fehler“ aus der Menschheit herausgezüchtet werden könnten, da sie immer wieder erklärt, dass nur den tugendhaftesten Frauen erlaubt ist, das Geschenk der Mutterschaft zu empfangen. Das Buch beschreibt eine frauenbasierte Utopie, in der Frauen eine extrem egalitäre Zivilisation aufbauen konnten. Die Ankunft der drei Entdecker wird dennoch als Segen aufgefasst, der es den Bürgerinnen Herland ermöglicht, in eine zweigeschlechtliche Gesellschaft zurückzukehren.

## Bedeutung
Herland gilt als die „erste klassische Frauenutopie“, die in den 1960er Jahren von der Frauenbewegung neu entdeckt wurde. Der Roman ist für den feministischen Kanon der Literatur von Bedeutung, weil er laut Richard Saage das Genre des utopischen Romans nutzt, um in einem Gedankenexperiment zu skizzieren, „welche Potenziale einer Frau zur Verfügung stehen, wenn sie sich in einer Gesellschaft entfaltet, die sie in ihrer Entwicklung nicht behindert, sondern im Gegenteil fördert“. Gilmans Roman sei klassisch geworden „wegen der Fragen, die er stellt, nicht wegen der Antworten, die er bietet“.
Anlässlich des 150. Geburtstag von Charlotte Perkins Gilman im Jahr 2010 schrieb der Literaturkritiker Rolf Löchel über den Roman: „Perkins Gilmans ideale Frauengesellschaft besticht noch heute in vielerlei Hinsicht, nicht zuletzt aber dadurch, dass sich die Autorin keine zur Weiterentwicklung unfähige, abgeschlossene Utopie ausgedacht hat. Vielmehr erwarten die Frauen, dass sich ihre Kinder „über uns hinausentwickeln“ werden, so wie sie sich selbst über ihre Mütter und Vormütter hinausentwickelt haben. Einige Jahrzehnte später zeigte die feministische Politologin Barbara Holland-Cunz, dass eben dies ein Charakteristikum feministischer Utopien ist, die sie zwar nicht von allen, aber doch von den allermeisten Männerutopien unterscheidet.“

## Feministische Kritik seit 2011
Obwohl Gilmans Ideen eines separatistischen Feminismus darauf abzielen, Frauen in der Arbeitswelt zu bestärken, erstrecken sie sich laut Kristen R. Egan auch auf die Aufrechterhaltung des „weißen“ Feminismus, der die besonderen Probleme von Women of Color vernachlässige. Gilmans Rede von Eugenik, Rassenreinheit und „Dienern“ deute auf ein System der Vorherrschaft von Weißen hin, in dem die verschiedenen Kämpfe von farbigen Frauen der Arbeiterklasse nicht angesprochen würden.
In der Absicht, das von Männern dominierte System zu unterlaufen, überträgt Gilman laut Lynne Evans unbeabsichtigt die Unterwerfung unter die Männer in eine andere Form der Unterwerfung: Das übermäßige Augenmerk auf Kinder rufe ein dem Patriarchat ähnliches Unterwerfungssystem hervor. In einer Gesellschaft, die Abtreibung verbietet und in der sich alle Aspekte des sozialen, wirtschaftlichen und politischen Lebens um die Produktion von Kindern drehen, seien die Bewohnerinnen Herlands immer noch, ob sie wollen oder nicht, an ihre biologische Rolle als Mütter gebunden.

## Geschichte der Veröffentlichung
Nach der Veröffentlichung 1915 in The Forerunner waren Herland und die Fortsetzung With Her in Ourland in der Mitte des 20. Jahrhunderts weitgehend Vergessenheit geraten. 1968 wurden alle Ausgaben von The Forerunner in Faksimile von Greenwood Reprints als Teil der Radical Periodicals in der Serie Die Vereinigten Staaten, 1890–1960 nachgedruckt. Doch erst mit dem Nachdruck von Gilmans Kurzgeschichte Die gelbe Tapete im Jahr 1973 begann ihr Werk größere wissenschaftliche Aufmerksamkeit zu erhalten.
Im Jahr 1979 wurde Herland als eigenständiger Roman von Pantheon Books wiederveröffentlicht, versehen mit einer ausführlichen Einführung durch die Wissenschaftlerin Ann J. Lane, die es in den zeitgenössischen feministischen Diskurs einordnete und mit dem Untertitel A Lost Feminist Utopian Novel versah. Lane war auch die Erste, die in ihrer Einführung eine „Utopische Trilogie“ von Gilmans Romanen vorschlug, darunter Moving the Mountain (1911), Herland und With Her in Ourland, die alle bereits in The Forerunner als Fortsetzungsromane veröffentlicht worden waren.

## Ausgaben
- Dezember 1915, The Forerunner (Magazin)
- 1968, USA, Radical Periodicals in the United States, 1890-1960, Greenwood Reprints (Faksimile von The Forerunner)
- April 1979, USA, Pantheon Books, ISBN 0-394-73665-6 (trade paperback)
- 1980: Herland. Deutsche Übersetzung von Sabine Wilhelm. Rowohlt (=rororo Neue Frau), ISBN 978-3-499-14607-7
- März 1986, Großbritannien, The Women’s Press, ISBN 0-7043-3840-8 (Taschenbuch)
- Mai 1992, Großbritannien, The Women’s Press, ISBN 0-7043-3840-8 (Taschenbuch)
- Juli 1992, USA, Signet Books, ISBN 0-451-52562-0 (Taschenbuch) Kollektion: Herland and Selected Stories
- September 1998, USA, Dover Publications, ISBN 0-486-40429-3 (Taschenbuch)
- November 2001, Großbritannien, The Women’s Press, ISBN 0-7043-4700-8 (Taschenbuch)
- Juni 2008, Kanada, LibriVox, Audio (MP3)
- Juni 2008, USA, Project Gutenberg, (E-Book)
- November 2012, Kanada, Broadview Press, ISBN 978-1-55111-987-8